# Olena Howorowa

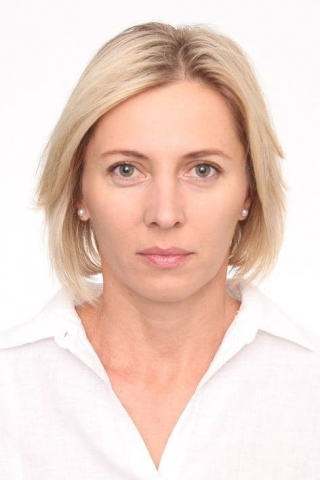
Olena Howorowa, 2020

Olena Howorowa (ukrainisch Олена Говорова, engl. Transkription Olena Hovorova; * 18. September 1973 in Ismajil) ist eine ehemalige ukrainische Dreispringerin und Olympiadritte.
Die Bronzemedaillengewinnerin bei den Junioren-Weltmeisterschaften 1992 wurde bei den Leichtathletik-Weltmeisterschaften 1995 Zehnte und bei den Olympischen Spielen 1996 in Atlanta Neunte.
Bei den Weltmeisterschaften 1997 gewann sie Bronze, bei den Universiaden 1997 und 1999 Gold. Bei den Leichtathletik-Europameisterschaften 1998 kam sie auf den sechsten, bei den Weltmeisterschaften 1999 auf den siebten Platz.
Bei den Olympischen Spielen 2000 in Sydney errang sie mit ihrer persönlichen Bestleistung von 14,96 m die Bronzemedaille hinter Teresa Marinowa (BUL) und Tatjana Lebedewa (RUS).
Weitere Erfolge waren ein zehnter Platz bei den Weltmeisterschaften 2001, ein siebter Platz bei den Weltmeisterschaften 2003 und ein zehnter Platz bei den Olympischen Spielen 2004 in Athen.